# Bland alfer och troll
Bland alfer och troll är ett äventyr till rollspelet Drakar och Demoner, utgivet 1982. Äventyret var det första som publicerades till spelet och ingick i grundregelboken som dess sista avsnitt. För många spelare var detta den första kontakten med ett rollspelsäventyr.
I detta lilla äventyr får spelarna i uppdrag av en man på ett värdshus att förgöra en ondskans kult i ett närbeläget tempel. Under templet, som försvaras av tempelriddare, finns ett grottsystem bebott av titelns svartalfer och troll. Äventyret är till sin struktur enkelt och typiskt för hur tidens scenarion var konstruerade, i traditionen från Dungeons & Dragons vars första utgåva kommit åtta år tidigare.